# Veronica notialis
Veronica notialis är en grobladsväxtart som beskrevs av Garn.-jones.
Veronica notialis ingår i släktet veronikor, och familjen grobladsväxter. Inga underarter finns listade i Catalogue of Life.